# Anthonis van Obbergen
Anthonis van Obbergen (Obberghen, Oberberg, Opbergen) (født 1543 i Mechelen (Malines), Nederlandene, død 1611 i Danzig) var en flamsk bygmester, der sammen med Hans van Paeschen var med til at skabe Kronborg.
Hans forældre var Daniel van Opbergen og Clara NN. Obbergen arbejdede på befæstningen af Antwerpen 1567-71, var ansat som murermester på Kronborg fra 24. marts 1577 og bygmester sammesteds 30. juli 1577-1585. 1586 stod han for istandsættelsen af fyrtårnet på Kullen.
1586 kom han til Danzig, hvor han i 1592 blev bygmester for befæstningsanlæggene og 1594 stadsbygmester. I Danzig har han udført en række bygninger, bl.a. Tøjhuset (1801-06, sammen med Jan Strakowski og Abraham van den Blocke), Peinkammerporten, Skt. Gertrud-Bastei og formentlig det gamle Rådhus (1587-1595).
Han tog også del i opførelsen af fæstningen Weichselmünde og Küstrin Slot samt reguleringen af floden Weichsel. Han tilskrives også det gamle rådhus i Thorn fra 1602–1605. Han døde i 1611.
Gift 1. gang med Sara de Meyer og 2. gang 7. februar 1600 med Sarah Schwarz, datter af købmand i Danzig Michel Schwarz og NN.